# فینال جام جهانی ۲۰۲۱ راگبی زنان
فینال جام جهانی ۲۰۲۱ راگبی زنان (انگلیسی: 2021 Rugby World Cup Final) آخرین مسابقه جام جهانی راگبی ۲۰۲۱، نهمین دوره جام جهانی راگبی زنان و هفتمین مسابقه ای بود که توسط راگبی جهانی برای تیم‌های اتحادیه ملی راگبی زنان برگزار شد. این مسابقه بین تیم ملی راگبی زنان انگلستان و تیم ملی راگبی زنان نیوزلند در ۱۲ نوامبر ۲۰۲۲ در ادن پارک در اوکلند نیوزلند برگزار شد. این پنجمین باری بود که این دو کشور در فینال جام جهانی راگبی، پس از دوره‌های ۲۰۰۲، ۲۰۰۶، ۲۰۱۰ و ۲۰۱۷ با هم روبرو شدند. نیوزلند با شکست ۳۴–۳۱ انگلیس، برای ششمین بار قهرمان جام جهانی راگبی شد.